# Бункери в Албанії

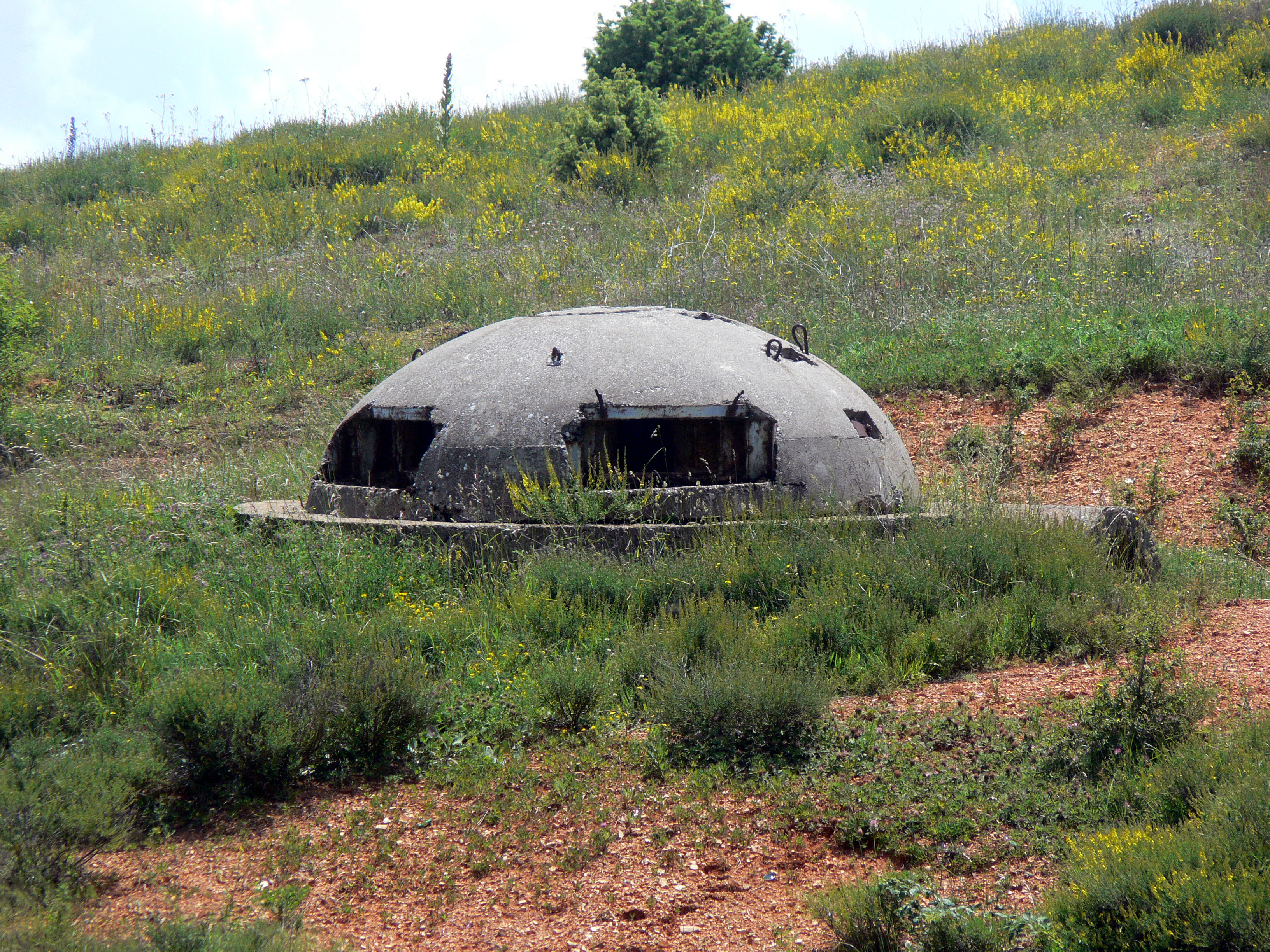
бункер на кордоні з Македонією

Бункери в Албанії - кілька сотень тисяч укриттів, які зазвичай називають бункерами, побудовані в Албанії переважно в 1972–1984 роках. Рішення про укріплення держави було прийняте на XII пленумі ЦК Албанської партії праці в березні 1971 року, а його промоутером був тодішній прем'єр-міністр Мехмет Шеху. З технічної сторони проект підготувала група офіцерів інженерних військ на чолі з Йосифом Дзенгалі, Меро Баккою та Альфредом Моісіу.

## Використання притулків після комунізму
У Дуррес в укритті розміщувався ресторан «Bunkeri», в той час як Gjirokastrze в притулку - кафе. Як сувеніри продають мініатюри бункерів, наприклад, попільнички. Проводиться кампанія "Бетонні гриби", яка заохочує використання притулків.